# Лейтес, Самуил Моисеевич
Лейтес Самуил Моисеевич (15 декабря[по какому календарю?] 1899 или декабрь 1900, Мстиславль Могилёвской губернии — 25 апреля 1972, Москва) — советский патофизиолог-эндокринолог. Доктор медицинских наук (1936), профессор (1930), Заслуженный деятель науки РСФСР (1969).

## Биография
Окончил в 1923 Харьковской медицинский институт, работал там же ассистентом кафедры патофизиологии. С 1930 зав. кафедрой патофизиологии Смоленского медицинского института. В 1933—1941 зав. кафедрой патофизиологии Харьковского института усовершенствования врачей, одновременно — зав. клинико-физиологической лаборатории и отделом патологической химии Украинского института экспериментальной эндокринологии (ныне — Институт эндокринологии и обмена веществ им. В. П. Комисаренко АМНУ ). С 1941 зав. кафедрой патофизиологии Алма-атинского медицинского института и консультант эвакогоспиталей Казахской ССР. В 1945—1951 зав. клинико-физиологической лабораторией Института питания АМН. Одновременно в 1945—1961 зав. отделом патологической физиологии Всесоюзного института эндокринологии (ныне Институт экспериментальной эндокринологии и химии гормонов АМН) и зам. директора этого ин-та (1953—1960). С 1961 зав. кафедрой патофизиологии Центрального института усовершенствования врачей.

Автор свыше 200 научных работ.

Состоял членом редколлегии журнала «Проблемы эндокринологии» и редакционных советов журналов «Патологическая физиология», «Архив патологии» и «Вопросы питания». Был редактором редактором отдела «Физиология» во 2-м изд. БМЭ.

## Научные труды
- «Правило исходного состояния и его значение в физиологии и патологии», «Клиническая медицина», т. 12, № 7, с. 954, 1934;
- «Физиология и патофизиология жирового обмена», Харьков, 1937 (автор ряда статей совместно с др. и ред.);
- «Регуляция жиро-углеводного обмена», Харьков, 1940 (автор ряда статей совместно с др. и ред.);
- «Ожирение», М., 1948;
- «Физиология и патология жировой ткани», М., 1954;
- «Очерки по патофизиологии обмена веществ и эндокринной системы», М., 1967 (совместно с Лаптевой H. Н.);
- «Патофизиология и клиника нарушений обмена липидов», М., 1971 (автор ряда статей совместно с другими и ред.)

### Комментарии
1. ↑  В «Энциклопедии современной Украины» некорректно указана дата (разница между юлианской и григорианской датой 12 дней, а не 13, как должно быть в декабре 1900 года), что не позволяет установить по ней точную дату рождения.

### Отсылки к источникам
1. ↑  Некролог, 1972, с. 93.
2. ↑  Клименко, 2016.

### Дополнительные
- Admin. Лейтес Самуил Моисеевич. Российская Еврейская Энциклопедия (11 июля 2009). Дата обращения: 17 июня 2023.